# محمد تقي بسيان
محمد تقي بسيان (مواليد 1891 ش. في فارزقان - توفي في 11 أكتوبر 1300 هـ. ش. في قوتشان ) كان جنديًا من أواخر فترة قاجار وشخصًا ذا مشاعر قومية قوية خدم في هذه المؤسسة منذ بداية تشكيل الدرك الإيراني حتى بعد تسع سنوات. قُتل في صراع مع القبائل الكردية في قوجان عام 1300 بعد ثورة ضد الحكومة المركزية بقيادة رئيس الوزراء أحمد قوام السلطنة .

## طفولة
ولد محمد تقي ، الملقب بالعقيد محمد تقي خان بيسيان ، عام 1270 هـ (الموافق 1309 هـ و 1892 م) في ورزقان ، لعائلة من أكراد الأمير سليماني على ما يبدو.  كان اسم والده محمد باقر خان بيسيان واسم والدته فاطمة سلطان. بعد هزيمة إيران في الحرب الإيرانية الروسية (1828-1826) وضم أجزاء من إيران إلى الإمبراطورية الروسية ، هاجر سلف سلالة بيسيان روستامبيج من القوقاز إلى إيران. 
درس محمد تقي في إحدى المدارس الحديثة التي تأسست في تبريز أواخر القرن التاسع عشر. عائلته ، مثل العديد من المهاجرين القوقازيين ، لديهم تقاليد عسكرية قوية ، وقد التحق بمدرسة نظام في طهران عندما كان عمره 15 عامًا. 
بعد إنشاء الدرك عام 1291 ، عُرض على محمد تقي الانضمام إلى قوات الدرك وقبلها. في غضون عامين ، أصبح رائدًا وقائدًا لقوات الدرك في همدان . 

## الحرب العالمية الأولى والإقامة في ألمانيا
أعلنت إيران حيادها منذ بداية الحرب العالمية الأولى ، ولكن مرة أخرى أصبحت الأراضي الإيرانية ساحة معركة للقوى العظمى والقوى السياسية المحلية. خلال هذه الفترة تم الاعتراف بمحمد تاغي بيسيان كقائد عسكري جدير ومتعاطف مع الحركة الديمقراطية / القومية. في عام 1294 ، عندما غادرت القوى السياسية القومية طهران لتشكيل حكومة مستقلة في غرب إيران ، بعيدًا عن النفوذ البريطاني والروسي ، قام ضباط الدرك بعدة انقلابات في المدن الكبرى في جنوب وغرب إيران: سيطر محمد تاغي بيسيان على مدينة همدان. وأبناء عمومته ، عليقولي وغلام رضا بيسيان ، سيطروا على شيراز . 
بعد هزيمة الحركة القومية ، سقطت شيراز في أيدي البدو الرحل المدعومين من بريطانيا. انتحر أبناء عم بيسيان ، وذهب بيسيان إلى ألمانيا . واصل تدريبه العسكري في برلين ، أولاً في سلاح الجو ثم في مشاة الجيش الألماني ، وحصل على الصليب الحديدي .
كما انخرط بيسيان في أنشطة أدبية وثقافية ، وخلال تلك الفترة ، بالإضافة إلى مذكراته بعنوان قصة شاب وطني ، كتب كتابًا آخر ، الحرب المقدسة من بغداد إلى إيران ، وصف تجربته في غرب إيران. كما انضم إلى دائرة المهاجرين ، لجنة ملايين الإيرانيين في برلين ، بقيادة سيدسن تاغيزاده ، الذي نشر مجلة Kaveh ، وكتب بيسيان أحيانًا مقالات للمجلة. 

## العودة إلى إيران والخدمة في خراسان
في عام 1299 ، عاد بيسيان إلى إيران عن عمر يناهز 28 عامًا برؤية تغيرت تمامًا خلال سنوات الحرب في القضايا العسكرية والسياسية والشخصية. وواصل نشاطه العسكري في الدرك ، فبلغ رتبة عقيد وعين قائداً لدرك خراسان في حكومة مشير الدولة . 
قبل ذلك بعامين ، أنشأ رئيس الوزراء آنذاك ، حسن فوسغ الدولة ، وحدة درك جديدة في مدينة مشهد كجزء من جهود الحكومة للسيطرة على أعمال الشغب وأعمال الشغب. وكان فوسوغ الدولة قد عين أخيه أحمد قوام السلطنة واليًا لخراسان. كانت مشهد مسرحًا لصراعات ونزاعات سياسية شديدة خلال الثورة الدستورية . تشترك مقاطعة خراسان أيضًا في حدود مع الإمبراطورية الروسية ، التي كانت متورطة في حرب أهلية ، وظلت تعاني من انعدام الأمن العسكري وعدم الاستقرار السياسي ، فضلاً عن الوضع الاقتصادي السيئ للغاية. 
ودخلت بيسيان مشهد في عام 1299 ، لكنها أدركت أن قوة الدرك كانت تتدمر ، وأن هناك صراعًا ماليًا مستمرًا ومريرًا بين قوام السلطنة وأمين الخزانة البلجيكي في خراسان ، السيد دوبوا ، حتى أن قوات الدرك في مشهد لم تفعل ذلك. دفعت لشهور. دعماً لدوبوا ، ألقى بيسيان باللوم على قوامة السلطانة في الأزمة الاقتصادية في خراسان واتهمه علناً باختلاس الأموال الحكومية. منذ ذلك الحين ، نشأ عداء خطير بين بيسيان وقوام السلطانة ، والذي لعب دورًا مهمًا في الصراعات السياسية في المنطقة. 

## Coup d'etat في 24 مارس 2012
كان الوضع الحساس في مشهد في قلب أزمة وطنية بلغت ذروتها بانقلاب 24 آذار / مارس 2012 من قبل سيد ضياء الدين طبطبائي ورضا خان . بدأ قادة الانقلاب على الفور اعتقالات جماعية لشخصيات أرستقراطية وكبار المسؤولين في العاصمة. كان هدفهم هو توفير الموارد اللازمة لإعادة بناء البلاد من خلال تحصيل الضرائب المتأخرة من هؤلاء الناس. 
بعد الانقلاب في العاصمة ، سيطر ضباط الدرك على عدة مدن في البلاد. في 4 أبريل 1300 ، سيطر العقيد بيسيان على مشهد بأمر من الحكومة الجديدة ، وفي أحد الأيام عينه سيد ضياء حاكمًا عسكريًا لخراسان. قام بيسيان على الفور باعتقال عدوه قوام السلطنة وأرسله إلى طهران تحت الحماية ، وسجن قوام هناك. ثم ألقى بيسيان القبض على عدد من الشخصيات المؤثرة في مدينة مشهد ، على ما يبدو لمحاكاة تصرفات قادة الانقلاب في طهران. 
بدأ Pesyan على الفور في تعزيز موقعه في خراسان. طور قوات الدرك بمساعدة السيد دوبوا وأنشأ لجنة مالية للنظر في الوضع الضريبي لشخصيات بارزة في المنطقة. وقدرت اللجنة مبلغ متأخرات قوام السلطانة بأنه مرتفع للغاية. بعد ذلك ، اتخذ بيسيان الخطوة التالية وفي عمل طائش ، قام مع حليفه الآخر ، خادم ضريح الإمام الرضا في مشهد ، باعتقال كبار المسؤولين في الضريح الرضوي واتهامهم بالاختلاس المنظم لإيرادات المرقد. بعد شهرين ، أجرى بيسيان إصلاحات طفيفة أخرى على الهيكل الإداري للإقليم. وبدأت تظهر ببطء بوادر مقاومة دافعي الضرائب ، لا سيما في المناطق الريفية. 

## رئيس وزراء السلطنة وإضعاف بيزيان
في أوائل الخريف والنفي لسيد ضياء الحق في يونيو 1300 ، واجه نظام الدرك في مشهد أزمة. تم إطلاق سراح جميع المعتقلين في طهران بعد الانقلاب ، بمن فيهم قوام السلطانة ، الذي أطلق سراحه من السجن وأصبح على الفور رئيس الوزراء الجديد في البلاد. كما أوكلت شؤون الحماية والتأديب في العاصمة وضواحيها إلى رضا خان سردار سباه .
خوفا من خلاص وتقدم السلطنة ، فكر بيسيان على الفور في المقاومة المسلحة. على الرغم من أن الكراهية المتبادلة بين بيسيان وقوامة السلطنة كانت شديدة ، إلا أن الحكومة في هذا الوقت كانت تواجه وضعا غير مستقر بشدة في جميع أنحاء البلاد ، وبالتالي لم تعارض بيزيان علنا في هذا الوقت. في 12 يونيو 1300 ، أبلغت الحكومة بيسيان أن ميرزا صدر ، الملقب بنجد السلطانة ، وهو شخصية محلية بارزة ، سيصبح حاكمًا لخراسان ، وأن بيسيان يجب أن يظل في قيادة جيش خراسان. 
أقيم السلام مؤقتا في مشهد ، لكن حكومة السلطنة لم تكن راضية عن هذا الوضع. في يوليو 1300 ، أصبحت جهود الحكومة لتشجيع البدو على مقاومة بيزيان ، ولا سيما دافعي الضرائب في السيد دوبوا ، علنية أكثر فأكثر. تصاعدت التوترات في مشهد ، واستقال نجد السلطانة ، الذي لم يستطع فعل أي شيء ، وتولى العقيد بيسيان السيطرة الكاملة على الشؤون في مشهد. 
واصلت حكومة قوام السطنا تحريض منازل البدو في خراسان ضد بيسيان. خلال هذه الفترة ، تم تعيين النجف قولي خان خان سمسم السلطانة محافظًا لخراسان ، الأمر الذي أثار استياءًا ، لكن الحكومة المركزية رتبت لوفد من كبار ضباط الدرك للتوسط. لكن الوضع أخذ يتحول بسرعة إلى حالة من الاستقطاب. إن تصاعد اشتباكات البدو في شرق خراسان ، والتشجيع والتحريض المستمر للمنازل والقادة المحليين الآخرين من قبل طهران ، جعل أنصار بيسيان أقوى في معتقداتهم. كما واجه بيسيان قضية تشكيل معارضة بدوية في شمال خراسان ، خاصة من قبل المحترم سردار بوجنورد والأكراد الرحل والتركمان الذين تبعوه. 
اتخذ Pesyan عدة خطوات خلال هذه الفترة لتعزيز دعمه المحلي وشعبيته. بدلاً من مواجهة هيكل السلطة في الضريح الرضوي ، حاول جذب انتباه رجال الدين ، وأمر بتخفيض أسعار الخبز ، وبدأ الدعاية في مشهد والمناطق الريفية ، وشجع بقوة ولاء ضباط الدرك والموظفين. أنصاره ، الذين أصبحوا أكثر راديكالية كل يوم من اليوم السابق ، نظموا في شكل مجتمع يسمى لجنة خراسان الوطنية واستولوا على الحياة السياسية في مشهد. ولجمع الأموال أقيمت في المدينة لقاءات ترفيهية مسائية ولقاءات عامة وكان نجم هذه البرامج الشاعر عارف قزويني . أصبح الجو في مشهد معاديًا بشدة لبريطانيا لأنه كان يُعتقد على نطاق واسع أن البريطانيين كانوا يستخدمون نفوذهم بين القبائل للإطاحة بالعقيد بيسيان بمساعدة الحكومة. 
بحلول نهاية صيف عام 1300 ، كانت مشهد لا تزال تحت سيطرة نظام الدرك ، لكن الموارد المالية كانت شحيحة للغاية ، واشتد تحصيل الضرائب ، وازداد عدد الهاربين من الدرك ، وكانت بيسيان تشارك باستمرار في عمليات ضد قوات البدو في شرق خراسان. كانت قرى خراسان مليئة بالاستياء وكان نظام الدرك في مشهد تحت ضغط كبير ولم يواجه صعوبة كبيرة في مواجهة تحدي البدو. 

## سقوط وموت بيزيان
جاءت الضربة الأخيرة عندما تصاعدت الانتفاضة الكردية في شمال مشهد ، بالقرب من بوجنورد وشيرفان وقوجان ، في أوائل خريف عام 1300. أدت الثورة التي قادها القائد المحترم بوجنورد ومنازل كردية أخرى ونُفذت بأوامر مباشرة من السلطنة ، أخيرًا إلى سقوط نظام الدرك التابع للعقيد بيسيان. تقدم بيسيان على المواقع الكردية بقوة صغيرة ، لكنه قُتل خلال اشتباك في 1 أكتوبر 1931 (أكتوبر 1921 و 30 محرم 1940) ، وقام الأكراد بقطع رأسه. أدت وفاة بيسيان إلى انهيار نظام الدرك في مشهد ، لكن مدينة مشهد ومحافظة خراسان أصبحتا بطيئتين للغاية ويصعب السيطرة عليهما في ظل طهران. 
كما مهدت وفاة العقيد بيسيان الطريق لدمج قوات الدرك في الجيش المشكل حديثًا في البلاد ، والذي كان رضا خان ينظمه. بالإضافة إلى ذلك ، فإن القضاء على منافس يتمتع بشخصية جذابة مثل العقيد بيسيان سهّل عمل رضا خان للوصول إلى قمة الجيش في البلاد وفي النهاية الوصول إلى أعلى سلطة سياسية للنظام الدستوري.  اختار حسين ، الابن الثاني للعقيد بيسيان ، بعد مقتل والده بأمر من أحمد قوام السلطنة ، لقب مجيدي لتجنب ضغائن أعداء العقيد والعمل في الدرك الإيراني ، ويعيشون في مشهد .

## مزار
ودفن بجوار قبر نادر شاه أفشار في مجمع حديقة نادري في مشهد . بعد سنوات عديدة من بناء قبر نادر ، كان قبره عبارة عن شاهد قبر بسيط في هذا المجمع حتى عام 1379 ، صمم قبره يعقوب دانشدوست ونفذته منظمة التراث الثقافي. 

## بيزيان في الأعمال الفنية
نعى عارف قزويني وفاة العقيد بيسيان في أغنية بعنوان "صرخة" وفي عام 1301 أداها على مسرح فندق جراند. كما تلا هذه القصيدة مغنون بارزون آخرون مثل قمر الملوك وزيري وغلام حسين بنان . 
كتب إيراج ميرزا ، الذي كان أحد أصدقاء بيسيان في خراسان ، القصيدة التالية في حداده.